# Zagaje (Ukraina)
Zagaje (ukr. Загаї, Zahaji) – wieś na Ukrainie w rejonie łuckim obwodu wołyńskiego.

## Historia
W II Rzeczypospolitej kolonia Zagaje należała do gminy wiejskiej Czaruków w powiecie łuckim, w województwie wołyńskim.
Do 2020 w rejonie horochowskim. 